# Gabriel Antônio Monteiro de Barros
Gabriel Antônio Monteiro de Barros, primeiro e único barão de São José del-Rei (Minas Gerais, 1826 — São José do Rio Preto, 1909) foi um fazendeiro e nobre brasileiro.
Filho de Antônio Bernardino de Barros, fundador de São José das Três Ilhas, era irmão do Barão de Três Ilhas.
Era dono da Fazenda de São Gabriel, e foi agraciado barão em 7 de fevereiro de 1885.